# Zirc (distrikt)
Zirc är ett distrikt i Ungern. Det ligger i provinsen Veszprém, i den västra delen av landet, 90 km väster om huvudstaden Budapest.